# ショーン・ダグラス
ショーン・リード・ダグラス（Sean Reed Douglass , 1979年4月28日 - ）は、アメリカ合衆国カリフォルニア州出身のプロ野球選手（投手）。

## 経歴
1997年、MLBドラフト2巡目でボルチモア・オリオールズに入団。2001年にはメジャー昇格を果たす。
2004年はトロント・ブルージェイズ、2005年はデトロイト・タイガースでそれぞれメジャー登板している。タイガース時代にイチローと7回対戦し、全打席抑えるというイチローキラーぶりを発揮した。
2006年に広島東洋カープに入団。長身から投げ下ろす角度ある速球を武器に、先発投手としての期待がかけられていた。その期待に応え、9勝をマーク。しかし怪我の影響で2007年は出場機会が無く、解雇された。
2008年にフロリダ・マーリンズに移籍するも同年5月に解雇された。同年7月10日より、テスト生として東京ヤクルトスワローズの練習に参加。7月28日支配下登録された。8月16日の中日戦で2年ぶりに1軍のマウンドに立ち、9月4日の中日戦で2年ぶりの勝ち星を挙げた。9月19日の横浜戦では5回2失点ながら雨天コールドのため来日初完投勝利をあげたが、10月に右ひじの違和感を訴えて登録抹消。11月4日、来季の契約を結ばれないことが発表された。

## プレースタイル・人物
最速140km/h台後半の角度あるストレートが武器。変化球は、スライダー・カットボール・チェンジアップを投げる。
学生時代は真面目に野球と勉強に取り組み、奨学金をもらっていた。
大の自動車好きで、広島との入団契約の際は、広島がマツダと深い関係にあることを知った途端に、自身のマツダに関する知識を延々と語り関係者を困惑させた。契約にあたってはマツダの工場見学等をインセンティブに盛り込ませた。チョロQがお気に入りらしく、1勝につき特製のチョロQ1個の契約をしている。
198cmの長身ゆえ足のサイズも34cm。そのためアップシューズを広島市中を探したが見つからず、苦労したという。

## 詳細情報

### 年度別投手成績
| 年 度    | 球 団    | 登 板 | 先 発 | 完 投 | 完 封 | 無 四 球 | 勝 利 | 敗 戦 | セ 丨 ブ | ホ 丨 ル ド | 勝 率 | 打 者 | 投 球 回 | 被 安 打 | 被 本 塁 打 | 与 四 球 | 敬 遠 | 与 死 球 | 奪 三 振 | 暴 投 | ボ 丨 ク | 失 点 | 自 責 点 | 防 御 率 | W H I P |
| -------- | -------- | ----- | ----- | ----- | ----- | -------- | ----- | ----- | -------- | ----------- | ----- | ----- | -------- | -------- | ----------- | -------- | ----- | -------- | -------- | ----- | -------- | ----- | -------- | -------- | ------- |
| 2001     | BAL      | 4     | 4     | 0     | 0     | 0        | 2     | 1     | 0        | 0           | .667  | 94    | 20.1     | 21       | 3           | 11       | 0     | 1        | 17       | 1     | 1        | 12    | 12       | 5.31     | 1.57    |
| 2002     | BAL      | 15    | 8     | 0     | 0     | 0        | 0     | 5     | 0        | 0           | .000  | 245   | 53.1     | 58       | 10          | 35       | 2     | 2        | 44       | 3     | 0        | 41    | 36       | 6.08     | 1.74    |
| 2003     | BAL      | 3     | 0     | 0     | 0     | 0        | 0     | 0     | 0        | 0           | ----  | 44    | 8.0      | 14       | 2           | 6        | 0     | 1        | 3        | 0     | 0        | 12    | 12       | 13.50    | 2.50    |
| 2004     | TOR      | 14    | 3     | 0     | 0     | 0        | 0     | 2     | 0        | 0           | .000  | 179   | 38.2     | 37       | 6           | 28       | 4     | 2        | 36       | 2     | 0        | 27    | 27       | 6.28     | 1.68    |
| 2005     | DET      | 18    | 16    | 0     | 0     | 0        | 5     | 5     | 0        | 0           | .500  | 374   | 87.1     | 92       | 13          | 33       | 2     | 2        | 55       | 2     | 0        | 57    | 54       | 5.56     | 1.43    |
| 2006     | 広島     | 20    | 18    | 0     | 0     | 0        | 9     | 6     | 0        | 0           | .600  | 407   | 97.2     | 85       | 13          | 30       | 1     | 6        | 71       | 1     | 0        | 47    | 37       | 3.41     | 1.18    |
| 2008     | ヤクルト | 6     | 6     | 1     | 0     | 1        | 2     | 2     | 0        | 0           | .500  | 133   | 32.0     | 30       | 3           | 11       | 0     | 2        | 16       | 1     | 0        | 15    | 14       | 3.94     | 1.28    |
| MLB：5年 | MLB：5年 | 54    | 31    | 0     | 0     | 0        | 7     | 13    | 0        | 0           | .350  | 936   | 207.2    | 222      | 34          | 113      | 8     | 8        | 155      | 8     | 1        | 149   | 141      | 6.11     | 1.61    |
| NPB：2年 | NPB：2年 | 26    | 24    | 1     | 0     | 1        | 11    | 8     | 0        | 0           | .579  | 540   | 129.2    | 115      | 16          | 41       | 1     | 8        | 87       | 2     | 0        | 62    | 51       | 3.54     | 1.20    |

- 2010年度シーズン終了時

### 記録
NPB投手記録
- 初登板・初先発：2006年4月2日、対中日ドラゴンズ2回戦（ナゴヤドーム）、4回5安打3失点で敗戦投手
- 初奪三振：同上、4回裏にドミンゴ・グスマンからスリーバント空振り三振
- 初勝利・初先発勝利：2006年4月8日、対東京ヤクルトスワローズ2回戦（広島市民球場）、7回1安打無失点
- 初完投勝利：2008年9月19日、対横浜ベイスターズ21回戦（明治神宮野球場）、5回7安打2失点（コールドゲーム）

NPB打撃記録
- 初安打・初打点：2006年4月18日、対横浜ベイスターズ1回戦（広島市民球場）、2回裏に門倉健から中前適時打

### 背番号
- 47（2001年 - 2003年）
- 24（2004年）
- 53（2005年）
- 21（2006年 - 2007年）
- 69（2008年）